# Petrorossia nigrofemorata
Petrorossia nigrofemorata är en tvåvingeart som först beskrevs av Enrico Adelelmo Brunetti 1909.  Petrorossia nigrofemorata ingår i släktet Petrorossia och familjen svävflugor. Inga underarter finns listade i Catalogue of Life.